# Acremoniula
Acremoniula är ett släkte av svampar. Acremoniula ingår i divisionen sporsäcksvampar och riket svampar.